# تور گونه به گونه
تور گونه به گونه (انگلیسی: Cheek to Cheek Tour) یک تور مشترک توسط خواننده‌های آمریکایی تونی بنت و لیدی گاگا برای پشتیبانی از آلبومشان، گونه به گونه (۲۰۱۴) بود. این تور که با دو شب اجرای در کازموپالیتن، لاس وگاس آغاز شد، هر دو خواننده در نیمه اول سال ۲۰۱۵ در مجموع ۳۶ نمایش در سراسر اروپا و آمریکای شمالی انجام دادند. بسیاری از نمایش‌های این تور بخشی از جشنواره‌های موسیقی بودند مانند جشنواره راوینیا، جشنواره جاز کپنهاگ، جشنواره جاز دریای شمال و جشنواره جاز گنت. تور گونه به گونه با ۲۷ نمایش و ۳/۱۵ میلیون دلار درآمد، در مجموع ۱۷۶٬۲۶۷ تن حضور داشته‌اند.